# Incontri internazionali di rugby a 15 di fine anno 2009
"Autumn International" è il modo con cui nell'emisfero nord si indica l'insieme delle tournée delle nazionali di rugby a 15 dell'emisfero sud in Europa nel mese di novembre.
La serie di incontri sì è conclusa con il tradizionale final challenge in cui i Barbarians hanno questa volta affrontato la Nuova Zelanda nello stadio di Twickenham.
In anticipo alla serie di incontri in Europa, un match aggiuntivo per la Bledisloe Cup si è disputato tra Nuova Zelanda ed Australia. L'incontro, fatto a mero scopo di "cassetta", si è svolto in campo neutro a Tokyo.

## Il match per la Bledisloe Cup
| Tokyo 31 ottobre 2009 | Nuova Zelanda | 32 – 19 | Australia |  |

## Australia nelle Isole Britanniche
| Londra 7 novembre 2009 | Inghilterra | 9 – 18 | Australia | Twichenham |

| Dublino 15 novembre 2009 | Irlanda | 20 – 20 | Australia | Croke Park |

| Edimburgo 21 novembre 2009 | Scozia | 9 – 8 | Australia | Murrayfield |

| Cardiff 28 novembre 2009 | Galles | 12 – 33 | Australia | Millennium Stadium |

## Nuova Zelanda in Europa
Cinque vittorie in altrettanti match per gli "All Blacks"
| Cardiff 7 novembre 2009 | Galles | 12 – 19 | Nuova Zelanda | Millennium Stadium |

| Milano 14 novembre 2009 | Italia | 6 – 20 | Nuova Zelanda | San Siro |

| Londra 21 novembre 2009 | Inghilterra | 6 – 19 | Nuova Zelanda | Twichenham |

| Marsiglia 28 novembre 2009 | Francia | 12 – 39 | Nuova Zelanda | Velodrome |

| Londra 5 dicembre 2009 | Barbarians | 25 – 18 | Nuova Zelanda XV | Twichenham |

## Sud Africa in Europa
Tour assai deludente con due sconfitte nei test con Irlanda e Francia. Da segnalare la disputa di ben due match infrasettimanali contro squadre di club.
| Tolosa 13 novembre 2009 | Francia | 20 – 13 | Sudafrica |  |

| Udine 21 novembre 2009 | Italia | 10 – 32 | Sudafrica | Stadio Friuli |

| Dublino 28 novembre 2009 | Irlanda | 15 – 10 | Sudafrica | Croke Park |

## Argentina in Europa
Addirittura due nazionali argentine in tour in Europa. I "Pumas" della prima squadra e i "Jaguars" della squadra "A"
| Londra 14 novembre 2009 | Inghilterra | 16 – 9 | Argentina | Twichenham |

| Cardiff 21 novembre 2009 | Galles | 33 – 16 | Argentina | Millennium Stadium |

| Edimburgo 28 novembre 2009 | Scozia | 6 – 9 | Argentina | Murrayfield |

| Tbilisi 14 novembre 2009 | Georgia | 24 – 22 | Argentina A |  |

| Lisbona 21 novembre 2009 | Portogallo | 13 – 24 | Argentina A | Stadio Universitario |

| Dublino 21 novembre 2009 | Irlanda A | 31 – 0 | Argentina A |  |

## Tonga in Europa
| Belfast 13 novembre 2009 | Irlanda A | 48 – 19 | Tonga | Ravenhill |

| Galashiels 20 novembre 2009 | Scozia A | 38 – 7 | Tonga |  |

| Lisbona 28 novembre 2009 | Portogallo | 19 – 24 | Tonga | Stadio Universitario |

## Samoa in Europa
| Cardiff 13 novembre 2009 | Galles | 17 – 13 | Samoa | Millennium Stadium |

| Parigi 21 novembre 2009 | Francia | 43 – 5 | Samoa | Stade de France |

| Ascoli Piceno 28 novembre 2009 | Italia | 24 – 6 | Samoa | Stadio Cino e Lillo Del Duca |

## Figi in Europa
| Edimburgo 14 novembre 2009 | Scozia | 23 – 10 | Figi | Murrayfiled |

| Dublino 21 novembre 2009 | Irlanda | 41 – 6 | Figi | Royal Society |

| Bucarest 28 novembre 2009 | Romania | 18 – 29 | Figi |  |

## Canada in Giappone
Prosegue la crisi di risultati per il Canada
| Sendai 15 novembre 2009 | Giappone | 46 – 8 | Canada |  |

| Tokyo 21 novembre 2009 | Giappone | 27 – 6 | Canada |  |

## Uruguay in Argentina
L'Uruguay, affronta due volte i "Giaguari" dell'Argentina "A"
| Córdoba 1º novembre 2009 | Argentina A | 54 – 22 | Uruguay |  |

| Buenos Aires 6 novembre 2009 | Argentina A | 55 – 13 | Uruguay |  |

## Hong Kong in Europa
| Heidelberg 12 dicembre 2009 | Germania | 24 – 14 | Hong Kong |  |

| Praga 16 dicembre 2009 | Rep. Ceca | 17 – 5 | Hong Kong |  |

| Amsterdam 19 dicembre 2009 | Paesi Bassi | 25 – 10 | Hong Kong |  |

## Russia in Canada
| Langford 14 novembre 2009 | British Colombia Bears | 38 – 16 | Russia XV |  |

| Vancouver 28 novembre 2009 | Canada | 22 – 6 | Russia |  |

## Namibia in Portogallo
| Lisbona 7 novembre 2009 | Portogallo | 9 – 12 | Namibia | Stadio Universitario |